# Mistrzostwa Azji w Chodzie Sportowym 2011
Mistrzostwa Azji w Chodzie Sportowym 2011 – zawody lekkoatletyczne, które odbyły się 13 marca w japońskim mieście Nomi. Rozegrano chód na 20 kilometrów kobiet i mężczyzn.

## Rezultaty
| PB – rekord życiowy \| SB – najlepszy wynik w sezonie \| NR – rekord kraju |

| Konkurencja:           | Złoto        | Wynik      | Srebro         | Wynik      | Brąz         | Wynik      |
| Chód na 20 km mężczyzn | Kim Hyun-sub | 1:19:31 NR | Wang Gang      | 1:22:18 PB | Yusuke Yachi | 1:22:27 SB |
| Chód na 20 km kobiet   | Kumi Otoshi  | 1:30:44    | Masumi Fuchise | 1:31:52 SB | Chiaki Asada | 1:34:01 SB |

## Klasyfikacja medalowa
| Miejsce | Kraj             | Złoto | Srebro | Brąz | Razem |
| 1.      | Japonia          | 1     | 1      | 2    | 4     |
| 2.      | Korea Południowa | 1     | 0      | 0    | 1     |
| 3.      | Chiny            | 0     | 1      | 0    | 1     |
| Suma    | Suma             | 2     | 2      | 2    | 6     |

## Rekordy
Podczas zawodów ustanowiono 2 krajowe rekordy w kategorii seniorów:
| Zawodnik       | Reprezentacja    | Konkurencja   | Rezultat |
| -------------- | ---------------- | ------------- | -------- |
| Kim Hyun-sub   | Korea Południowa | chód na 20 km | 1:19:31  |
| Ching Sziu Nga | Hongkong         | chód na 20 km | 1:45:31  |